# Hildegard Mockenhaupt
Hildegard Mockenhaupt (* 10. Februar 1954) ist eine ehemalige deutsche Marathonläuferin. Sie startete für die LG Sieg.
1989 gewann sie den Steinfurt-Marathon, und 1990 wurde sie Dritte bei der im Rahmen der Baden-Marathons ausgetragenen Deutschen Marathonmeisterschaften. Im Jahr darauf wurde sie Dritte beim Bremer Marathon durch Stadt und Land, und 1992 wurde sie Vierte beim Hamburg-Marathon.
1993 wurde sie beim Hannover-Marathon Gesamtsechste und Vierte in der Wertung der Deutschen Marathonmeisterschaften und trug damit entscheidend zum Gewinn der Deutschen Mannschaftsmeisterschaft durch die LG Sieg (Jerschabek/Mockenhaupt/Matheis) bei. 1997 wurde sie bei der im Rahmen des Regensburg-Marathons ausgetragenen nationalen Marathonmeisterschaften Sechste und war dabei die schnellste in der Altersklasse W40.
Die Association of Road Racing Statisticians führte sie zusammen mit ihrer Tochter Sabrina Mockenhaupt, deren Marathonbestzeit 2:26:21 h beträgt, in einer zuletzt 2012 aktualisierten Trivia-Liste als das schnellste Mutter-Tochter-Paar weltweit auf der Marathondistanz. Diese kombinierte Zeit wurde aber mittlerweile zumindest von Katrin Dörre-Heinig und Katharina Steinruck unterboten.

## Persönliche Bestzeiten
- 5000 m: 16:47,4 min, 15. September 1990, Olpe
- 10.000 m: 34:50,72 min, 5. September 1990, Breidenbach
- Halbmarathon: 1:19:54 h, 8. Mai 1993, Kandel
- Marathon: 2:40:41 h, 28. April 1991, Bremen